# 21-es főút
21-es főút (huszonegyes főút, ungarisch für ‚Hauptstraße 21‘) ist eine ungarische Hauptstraße, die teilweise drei- und vierspurig ausgebaut ist.

## Verlauf
Die Straße beginnt in Hatvan, wo sie von der Landesstraße 3 (3-as főút) nach Norden abzweigt, quert die Autobahn M3 an deren Anschlussstelle Hatvan und führt in nördlicher Richtung an Lőrinci vorbei und weiter am Westrand des Mátra-Gebirges dem Lauf des Flusses Zagyva folgend über Pásztó, Bátonyterenye (Beginn der Landesstraße 23) und Salgótarján zur ungarisch-slowakischen Grenze bei Somoskőújfalu, an der sie in die slowakische Straße 71 übergeht.
Die Gesamtlänge der Straße beträgt 65 Kilometer.